# Metanogeny
Metanogeny zwane też tradycyjnie bakteriami metanogennymi, bakteriami metanogenicznymi lub metanobakteriami, mimo że według obecnych klasyfikacji taksonomicznych nie są zaliczane do bakterii, są to archeowce u których głównym produktem oddychania jest metan. W tym typie oddychania beztlenowego energia użyteczna biologicznie jest pozyskiwana podczas przenoszenia elektronów z wodoru na dwutlenek węgla. Metanobakterie są bezwzględnymi anaerobami. Ich metabolizm zachodzi przy temperaturach od 0 do 70 °C, niektóre są w stanie funkcjonować nawet w temperaturze 90 °C, przy wyższych temperaturach giną. Wraz ze wzrostem temperatury wzrasta wydajność metabolizmu. Środowisko bakterii metanogennych musi być beztlenowe, pH neutralne lub lekko alkaliczne i musi zawierać przynajmniej 50% wody. Dlatego najczęściej spotyka się je w: bagnach, na uprawach ryżowych, oborniku, gnojowicy lub w układzie trawiennym przeżuwaczy. Inhibitorem bakterii metanogenicznych są: kwasy organiczne, tlen oraz środki dezynfekcyjne.
Zamieszkują również: jelito grube kręgowców i układ trawienny termitów.
Taksonomia metanogenów, jak i innych prokariontów podlega badaniom i ulega przekształceniom. Jednym z roboczych systemów jest proponowany przez International Committee on Systematics of Prokaryotes z kwietnia 2008 r.:
- klasa Methanobacteria Boone 2002 (syn. Archaeobacteria Murray 1988)
  - rząd Methanobacteriales
    - rodzina Methanobacteriaceae
      - rodzaj Methanobacterium
      - rodzaj Methanobrevibacter
      - rodzaj Methanosphaera
      - rodzaj Methanothermobacter

    - rodzina Methanothermaceae
      - rodzaj Methanothermus

    - nieokreślona rodzina
      - rodzaj Methanolinea
- klasa Methanococci Boone 2002 (syn. Methanothermea Cavalier-Smith 2002)
  - rząd Methanococcales
    - rodzina Methanococcaceae
      - rodzaj Methanococcus
      - rodzaj Methanothermococcus

    - rodzina Methanocaldococcaceae
      - rodzaj Methanocaldoccocus
      - rodzaj Methanotorris

  - rząd Methanomicrobiales
    - rodzina Methanomicrobiaceae
      - rodzaj Methanomicrobium
      - rodzaj Methanoculleus
      - rodzaj Methanofollis
      - rodzaj Methanogenium
      - rodzaj Methanolacinia

    - rodzina Methanoplanaceae
      - rodzaj Methanoplanus

    - rodzina Methanocorpusculaceae
      - rodzaj Methanocorpusculum
      - rodzaj Methanocalculus

    - rodzina Methanospirillaceae
      - rodzaj Methanospirillum

  - rząd Methanosarcinales
    - rodzina Methanosarcinaceae
      - rodzaj Methanosarcina
      - rodzaj Methanococcoides
      - rodzaj Methanohalobium
      - rodzaj Methanohalophilus
      - rodzaj Methanolobus
      - rodzaj Methanosalsum
      - rodzaj Methanomethylovorans
      - rodzaj Methanimicrococcus

    - rodzina Methanosaetaceae
      - rodzaj Methanosaeta

    - rodzina Methermicoccaceae
      - rodzaj Methermicoccus

  - rząd Methanocellales
    - rodzina Methanocellaceae
      - rodzaj Methanocella
- klasa Methanopyri Garrity et Holt 2002
  - rząd Methanopyrales
    - rodzina Methanopyraceae
      - rodzaj Methanopyrus